# F2スマイル
『F2スマイル』（エフツー スマイル）は、2005年4月4日から9月30日までフジテレビで生放送をされた平日午後の情報バラエティ番組である。

## 概要
毎回、お台場・スタジオドリームメーカーより公開放送を行っていた。なお、この番組内で放送されていたコーナー『笑う!通販』は、2005年10月17日から5分間の単独ミニ番組になり、平日の深夜枠で放送されるようになった。前番組に引き続き、｢NEWSレインボー発｣を内包した。

## 放送時間
平日14:05 - 15:00（JST）

## 出演者

### 司会
男性
- 佐野瑞樹

女性
- 中村仁美（月曜・火曜・水曜）
- 小島奈津子（木曜・金曜）

### NEWSレインボー発
- 山中秀樹
- 木幡美子
- 阿部知代
- 藤村さおり
- 田代尚子
- 松尾紀子

## 主なコーナー

### 月曜日
- 今週のSMAP
- 1万人のジョーシキ!（土田晃之によるリポート[1]）

### 火曜日
- レミのキレイになれる簡単晩ご飯（初期はモンキッキーも出演）
- 火曜日の花嫁（レポーターは石塚義之（アリtoキリギリス））
- 若見えハンター（レポーターはモンキッキー）

### 水曜日
- 失敗ストに聞け（長井秀和、東貴博（Take2）[2]）
  - レギュラーゲスト：島崎和歌子

### 木曜日
- おねだりTIM!

### 金曜日
- 辛口ピーコのファッションチェック
  - 裏番組『ジャスト』（TBS系列）で放送されていた人気コーナーであったが、2005年3月25日の番組終了に伴いピーコと交渉し、4月8日から放送していた。
- 毒素排出・必殺技!知らなきゃヤバい!!（ますだおかだ、山本布美江ディレクター）
  - 前身は「知ってスマイル!知らなきゃヤバい!!流行通信」。2005年6月から末期の企画に。

### 毎日
- 笑う!通販
  - 月曜日：パペットマペット
  - 火曜日：タカアンドトシ
  - 水曜日：クワバタオハラ
  - 木曜日：テツandトモ
  - 金曜日：トータルテンボス
  - 途中まで、水曜日にトータルテンボス、金曜日にクワバタオハラが出演していた。

## ネット局
- ネット局は、前番組『F2』『F2-X』の流れから、北海道文化放送・新潟総合テレビ・沖縄テレビだった。そして、この『F2スマイル』からは新たに仙台放送・テレビ静岡がネット局に加わった。そのうちの仙台放送はニュースコーナーをネットせずにCMに差し替えていた（ニュースコーナーは、フジテレビ・北海道文化放送・新潟総合テレビ・テレビ静岡・沖縄テレビの5局ネット）。
- 2005年8月16日に宮城県沖地震が発生したため、仙台放送はその日の放送を緊急特別番組に差し替えのためネットを中止した。そして、本来のネット局ではないさくらんぼテレビで本番組が放送された。

| 放送対象地域 | 放送局                                           | 系列           | 放送曜日・放送時間 | 備考       |
| ------------ | ------------------------------------------------ | -------------- | ------------------ | ---------- |
| 関東広域圏   | フジテレビ（CX） 『F2スマイル』制作局            | フジテレビ系列 | 平日 14:05 - 15:00 | 同時ネット |
| 北海道       | 北海道文化放送（uhb）                            | フジテレビ系列 | 平日 14:05 - 15:00 | 同時ネット |
| 宮城県       | 仙台放送（OX）【ニュースコーナーのみネットなし】 | フジテレビ系列 | 平日 14:05 - 15:00 | 同時ネット |
| 新潟県       | 新潟総合テレビ（NST）                            | フジテレビ系列 | 平日 14:05 - 15:00 | 同時ネット |
| 静岡県       | テレビ静岡（SUT）                                | フジテレビ系列 | 平日 14:05 - 15:00 | 同時ネット |
| 沖縄県       | 沖縄テレビ（OTV）                                | フジテレビ系列 | 平日 14:05 - 15:00 | 同時ネット |

## スタッフ
- 構成：玉井貴代志、北本かつら、ほか
- TD（テクニカルディレクター）：塩津岳史
- 音響効果：第一音響
- 編集協力：WELT
- 制作協力：共同テレビジョン
- 編成：種田義彦、出澤真理子
- 広報：正岡高子
- ディレクター：鈴木善貴、ほか
- PD（プログラムディレクター）：山本布美江
- チーフプロデューサー・総合演出：松村匠
- 制作：吉田正樹
- テーマソング：工藤静香「潤んだハート」（2005年4月27日発売のシングル『心のチカラ』のカップリングに収録）